# Rickenbacker (музичний виробник)
Rickenbacker International Corporation — виробник струнних інструментів, що базується в Санта-Ана, штат Каліфорнія. Компанія э одним із перших відомих виробників електрогітар — сталевої гітари в 1932 році — і сьогодні випускає цілий ряд електрогітар та бас-гітар .
На дванадцятиструнних гітарах фірми Рікенбекера грають Джордж Гаррісон і Піт Таунсенд, на шестиструнних — Джон Леннон і Джон Фоґерті. Серед бас-гітаристів — Пол Маккартні, Леммі Кілмістер, Кліфф Бертон та інші.
Адольф Рікенбахер та Джордж Бошамп заснували компанію в 1931 році як корпорацію Ro-Pat-In (Elect Ro-Pat ent- In instruments) для продажу електричних гавайських гітар. Бошамп розробив ці інструменти за сприяння Пола Барта та Гаррі Ватсона в Національній струнній інструментальній корпорації. . Ранні приклади носять торгову марку Electro, згодом для торгової марки обрано назву Rickenbacher.
Ранні інструменти отримали прізвисько «сковороди» через довгу шию та невеликий круглий корпус. Вони є першими відомими електрогітарами з твердим корпусом, хоча вони були сталевими . До 1939 року було випущено близько тисячі інструментів подібної моделі, надалі їх виробництво було припинено.
У 1935 році компанія представила кілька нових моделей, включаючи електричну іспанську гітару моделі «B», яка є першою відомою електрогітарою з твердого тіла. Оскільки оригінальні алюмінієві «сковороди» мали проблеми з настройкою через розширення металу під гарячим промінням прожекторів, нові моделі виготовлялись із литого бакеліту
Рікенбекер продовжував спеціалізуватися на сталевих гітарах і в 1950-х роках, але з появою рок-н-ролу став зосереджуватися на стандартних електричних та акустичних гітарах. У 1956 році Рікенбекер представив два інструменти з конструкцією "на шиї через тіло ", що стало стандартною особливістю багатьох продуктів компанії.
У 1963 році Рікенбекер розробив електричну дванадцятиструнну гітару з інноваційним дизайном голівки, яка вміщує всі дванадцять кілківна стандартної довжини, встановлюючи альтернативні пари кілків під прямим кутом один до одного.
Наприкінці 1970-х — на початку 1980-х гітари Rickenbacker пережили ренесанс, коли виконавців new wave і джангл зацікавив їх характерний передзвін. Попит особливо високий серед ретро-груп, яких приваблює звук і зовнішній вигляд 1960-х.